# Нортфилд (Вермонт)
Нортфилд (енгл. Northfield) град је у америчкој савезној држави Вермонт.

## Демографија
По попису из 2010. године број становника је 2.101, што је 1.107 (-34,5%) становника мање него 2000. године.
| Група             | 2000.         | 2010.         |
| Белци             | 2.922 (91,1%) | 1.972 (93,9%) |
| Афроамериканци    | 57 (1,8%)     | 28 (1,3%)     |
| Азијати           | 62 (1,9%)     | 11 (0,5%)     |
| Хиспаноамериканци | 106 (3,3%)    | 32 (1,5%)     |
| Укупно            | 3.208         | 2.101         |